# Obert (Nebraska)
Obert es una villa ubicada en el condado de Cedar en el estado estadounidense de Nebraska. En el Censo de 2010 tenía una población de 23 habitantes y una densidad poblacional de 121,65 personas por km².

## Geografía
Obert se encuentra ubicada en las coordenadas 42°41′22″N 97°1′38″O / 42.68944, -97.02722. Según la Oficina del Censo de los Estados Unidos, Obert tiene una superficie total de 0.19 km², de la cual 0.19 km² corresponden a tierra firme y (0%) 0 km² es agua.

## Demografía
Según el censo de 2010, había 23 personas residiendo en Obert. La densidad de población era de 121,65 hab./km². De los 23 habitantes, Obert estaba compuesto por el 100% blancos, el 0% eran afroamericanos, el 0% eran amerindios, el 0% eran asiáticos, el 0% eran isleños del Pacífico, el 0% eran de otras razas y el 0% pertenecían a dos o más razas. Del total de la población el 0% eran hispanos o latinos de cualquier raza.